# TvN STORY
tvN STORY는 CJ ENM 미디어콘텐츠부문에서 운영하는 케이블 TV 채널 중 하나이다. 주 시청 연령대는 중장년층 세대 대상의 엔터테인먼트 채널이다.
초기 이름은 'Channel F'로, 요리 및 식생활에 관한 정보를 전문으로 제공하는 채널이었다. 이후 이름을 'Food Channel'로 바꾸었다. 그러나 요리라는 한 가지의 콘텐츠로는 경쟁에 한계가 있어 이후 생활 정보까지 다루는 현재의 '올리브 네트워크'로 바뀌게 되었다.
2011년 3월 13일 푸드 라이프스타일 채널로 다시 리런칭을 하게 되었으나, 2017년에 다시 라이프스타일 채널로 바뀌면서 현재에 이르고 있다. 2021년 5월 1일 기존의 Olive에서 tvN STORY로 바뀌었으며, ONSTYLE 채널은 새로운 Olive로 바뀌었다.
한편, 해당 채널(당시 푸드채널)의 프로그램 중 하나였던 <김국진의 파워골프쇼>는 당초 HBS 현대방송에서 방영했는데 이 채널이 2000년 3월 13일 종합오락채널 NTV로 채널명을 변경했음에도 계속 방송했으나 뒷날 영화채널로 장르를 바꾸자 2002년 4월 19일부터 해당 채널(당시 푸드채널)로 옮겨 계속 방영했다.

## 역사
- 2000년 6월 1일 : 채널F 개국
- 2002년 2월 14일 : 푸드채널로 개편
- 2005년 6월 27일 : 기존 푸드채널에서 요리 전문채널 Olive로 변경
- 2021년 5월 1일 : tvN STORY로 변경